# 2004年夏季残疾人奥林匹克运动会德国代表团
2004年夏季残疾人奥林匹克运动会德国代表团是德国派出的2004年夏季残疾人奥林匹克运动会代表团。获得19枚金牌、28枚银牌和31枚铜牌。